# Mario Llanos
Mario Llanos Méndez (Roldanillo, Kolumbia, 1989. április 5.) kolumbiai labdarúgó, aki jelenleg a Békéscsaba 1912 Előre csapatában játszik a magyar labdarúgó-bajnokság másodosztályában.